# كلاوديو تيرزي
كلاوديو تيرزي (بالإيطالية: Claudio Terzi)‏ (مواليد 19 يونيو 1984 في ميلان - إيطاليا) لاعب كرة قدم إيطالي يلعب حاليا لصالح نادي الدرجة الأولى سيينا الإيطالي منذ 2009 في مركز قلب الدفاع . .

## روابط خارجية
- كلاوديو تيرزي على موقع قاعدة بيانات كرة القدم.إي يو (الإنجليزية)
- كلاوديو تيرزي على موقع ليكيب (الفرنسية)
- كلاوديو تيرزي على موقع Soccerway.com (الإنجليزية)
- كلاوديو تيرزي على موقع عالم كرة القدم.نت (الإنجليزية)
- كلاوديو تيرزي على موقع كووورة
- كلاوديو تيرزي على موقع AS.com (الإسبانية)